# Осада Карса (1877)
Осада Карса — эпизод Русско-турецкой войны (1877—1878).

## Описание
Карс был одной из наиболее сильных крепостей Западной Армении. В начале войны действующий корпус генерала от кавалерии М. Т. Лорис-Меликова (30 тысяч человек при 96 орудиях) осадил Карс, но под давлением Мухтар-паши, имевшего 5 тысяч солдат и собравшего 25 тысяч иррегулярных войск, 28 июня (9 июля) был вынужден снять осаду и отойти к русской границе.
После разгрома турок на Аладжинских позициях, русские войска начали наступление, и 9 (21) октября отряд генерал-лейтенанта Лазарева (28 тысяч штыков и сабель, 56 пушек) подошёл к Карсу. С 13 (25) октября по 20 октября (2 ноября) к крепости также подошёл осадный артиллерийский парк (5 6-дюймовых пушек, 24 24-фунтовых пушек, 28 9-фунтовых пушек, 6 6-дюймовых мортир).
С 30 октября (12 ноября) в течение недели шла интенсивная бомбардировка турецких укреплений. 5 (17) ноября в 9 часов вечера начался штурм. К 8 часам утра 6 (18) ноября уцелевшие при штурме турки капитулировали (взято свыше 17 000 пленных и вся артиллерия). Удалось бежать только небольшой группе всадников и коменданту крепости Гуссейну Хами-паше.
Потери русских войск при штурме составили 488 человек убитыми и 1785 ранеными, по другим данным: убиты 1 генерал, 18 офицеров и 453 нижних чина; ранены и контужены 58 офицеров и 1655 нижних чинов, пропали без вести 88 нижних чинов.

## Память
В 1880 году русский композитор М. П. Мусоргский написал торжественный оркестровый марш «Взятие Карса».
Первая блокада Карса 2 мая — 28 июня, второе обложение Карса 8 октября, штурм Карса и пленение его гарнизона в ночь на 6 ноября, отражены в летописи Русско-турецкой войны, на бронзовых досках Колонны Славы, воздвигнутой 1886 году в Санкт-Петербурге перед Троицким собором, в честь подвигов русских войск, принимавших участие и победивших в Русско-турецкой войне (1877—1878). Памятник представляет собой 28-метровую колонну, сложенную из пяти рядов пушек, отбитых в войну у турок.

## Галерея

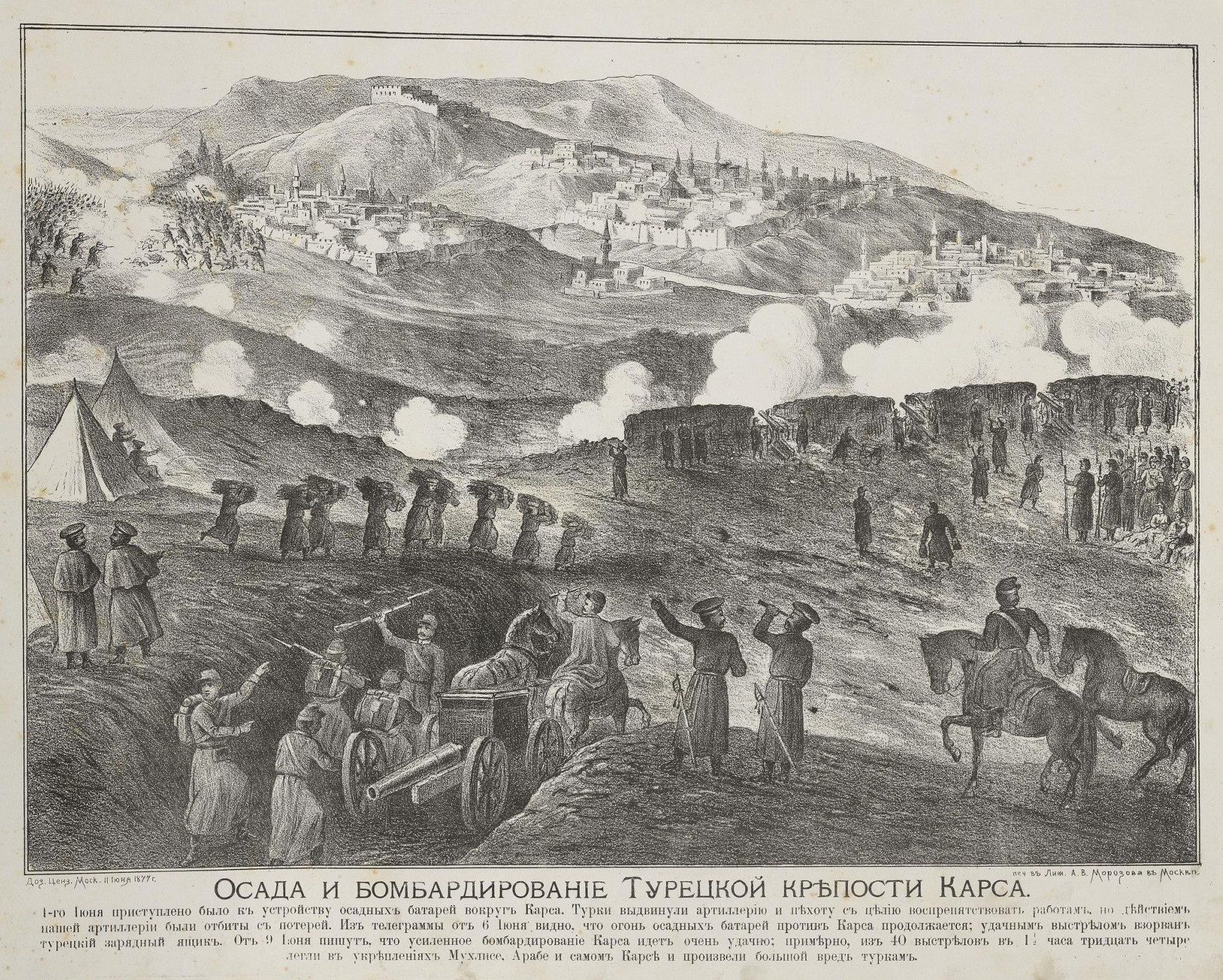
Осада и бомбардирование турецкой крепости Карс, 1877г.
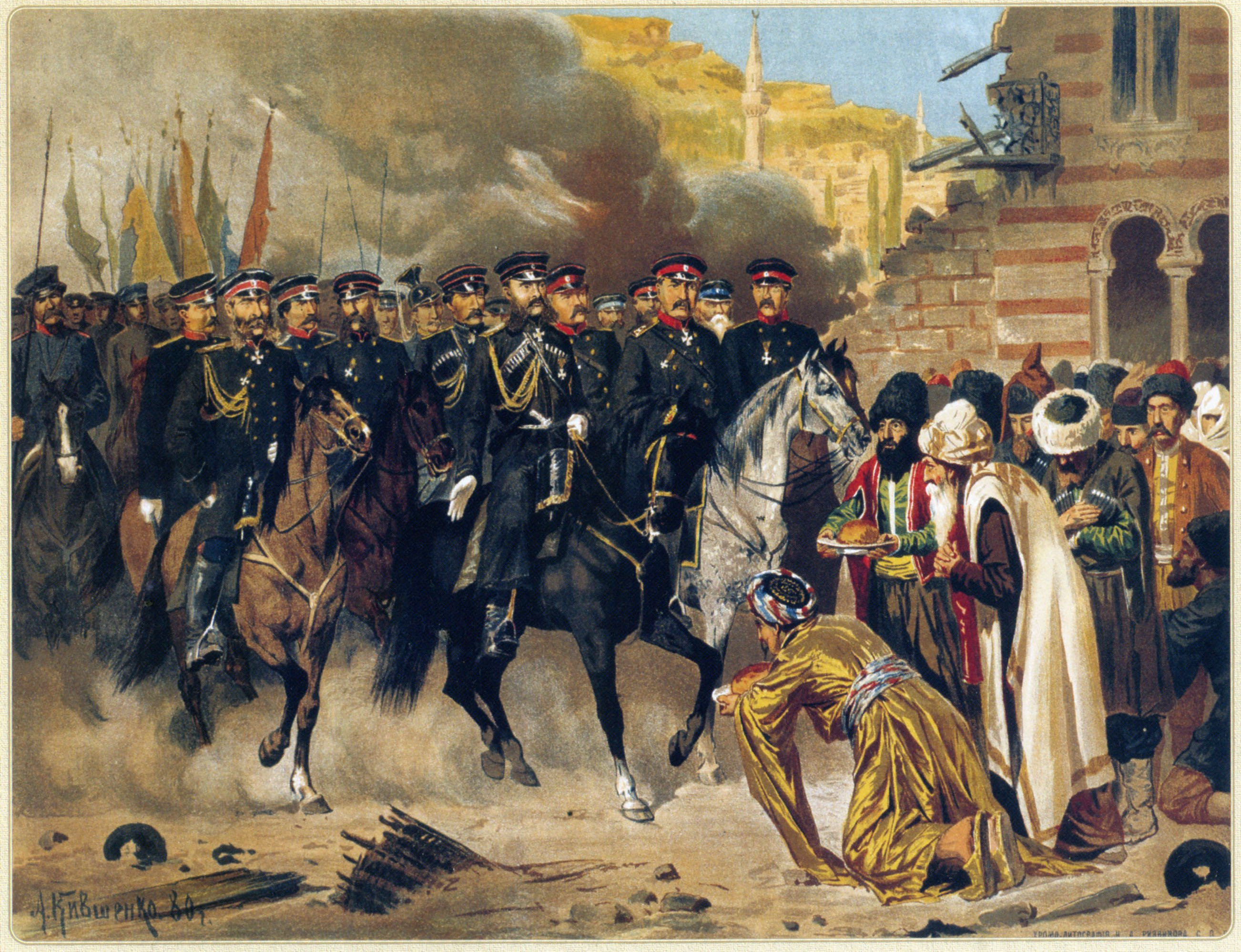
Вход русских войск в Карс. А. Д. Кившенко
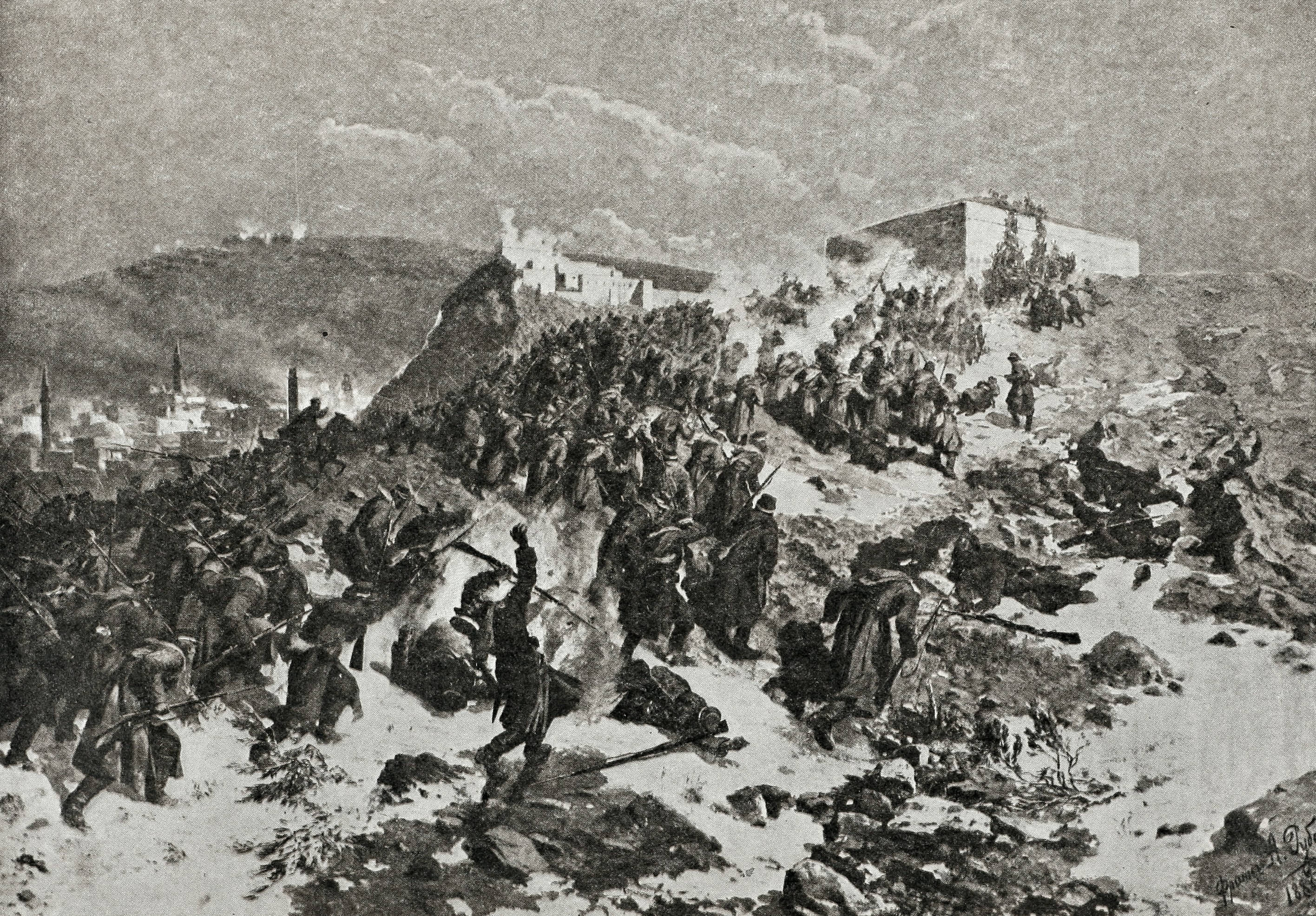
Штурм крепости Карс, 1877г.
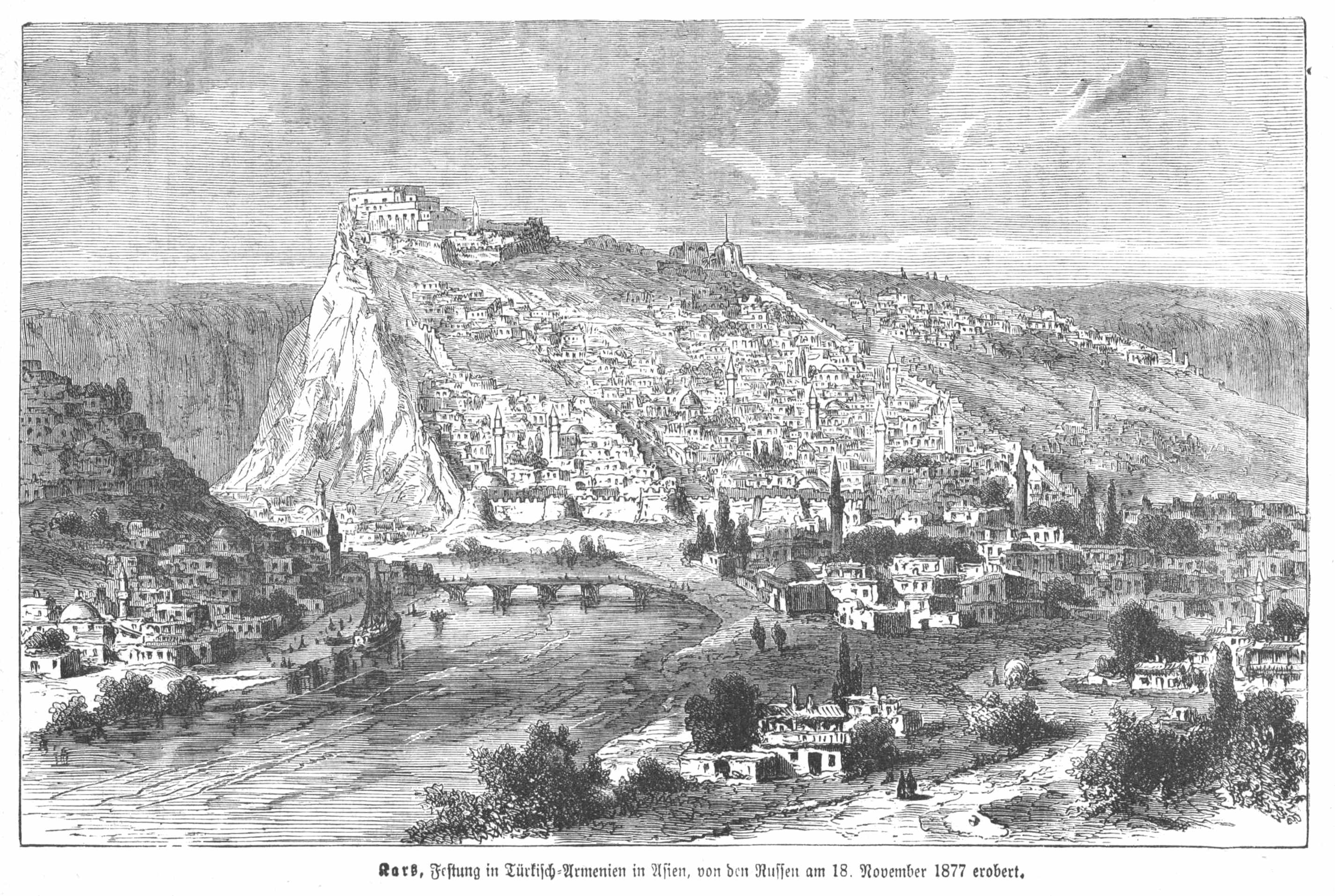
Крепость Карс, 1878 год.
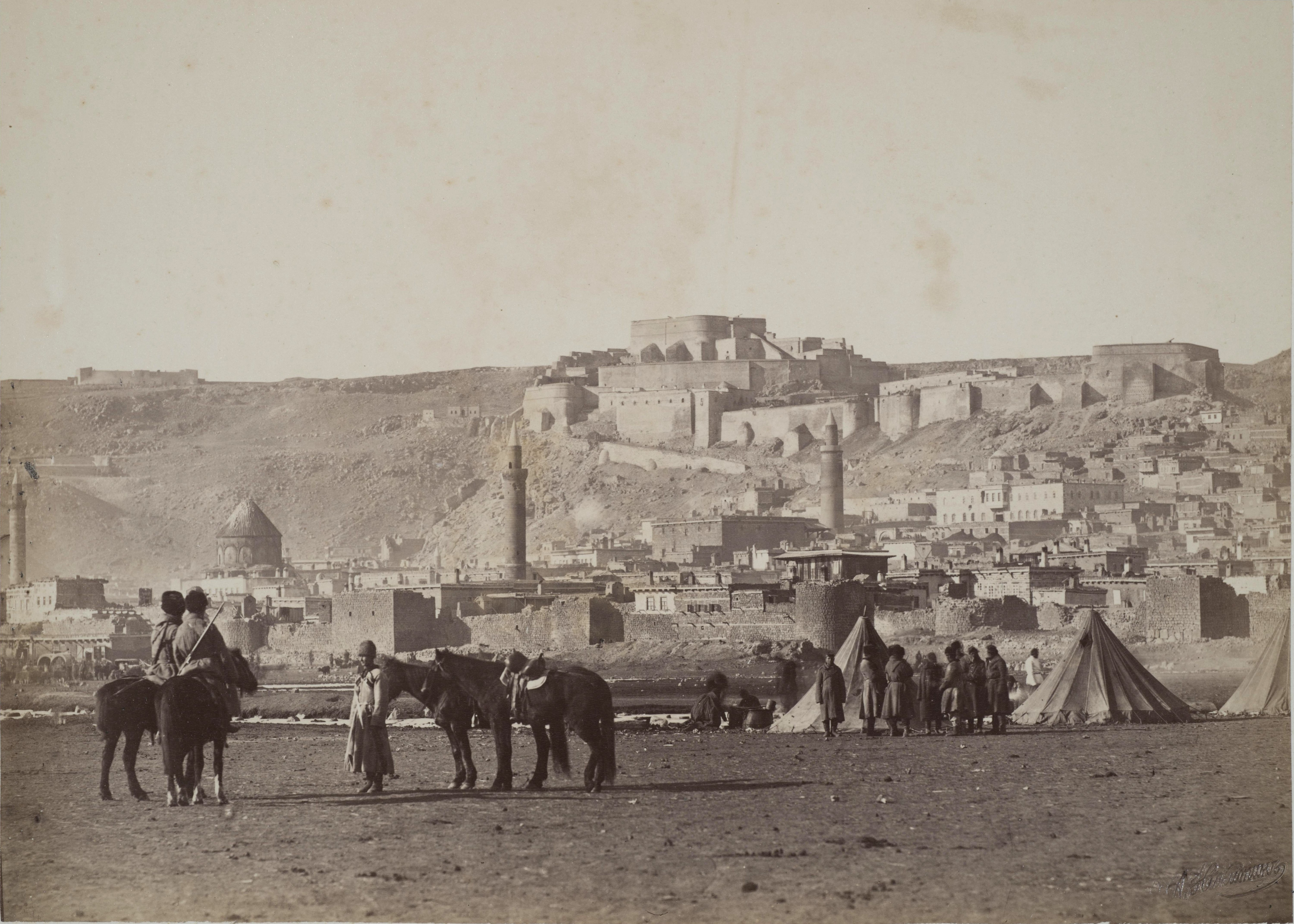
Русские войска. Вид крепости Карс. 1877-1878гг.
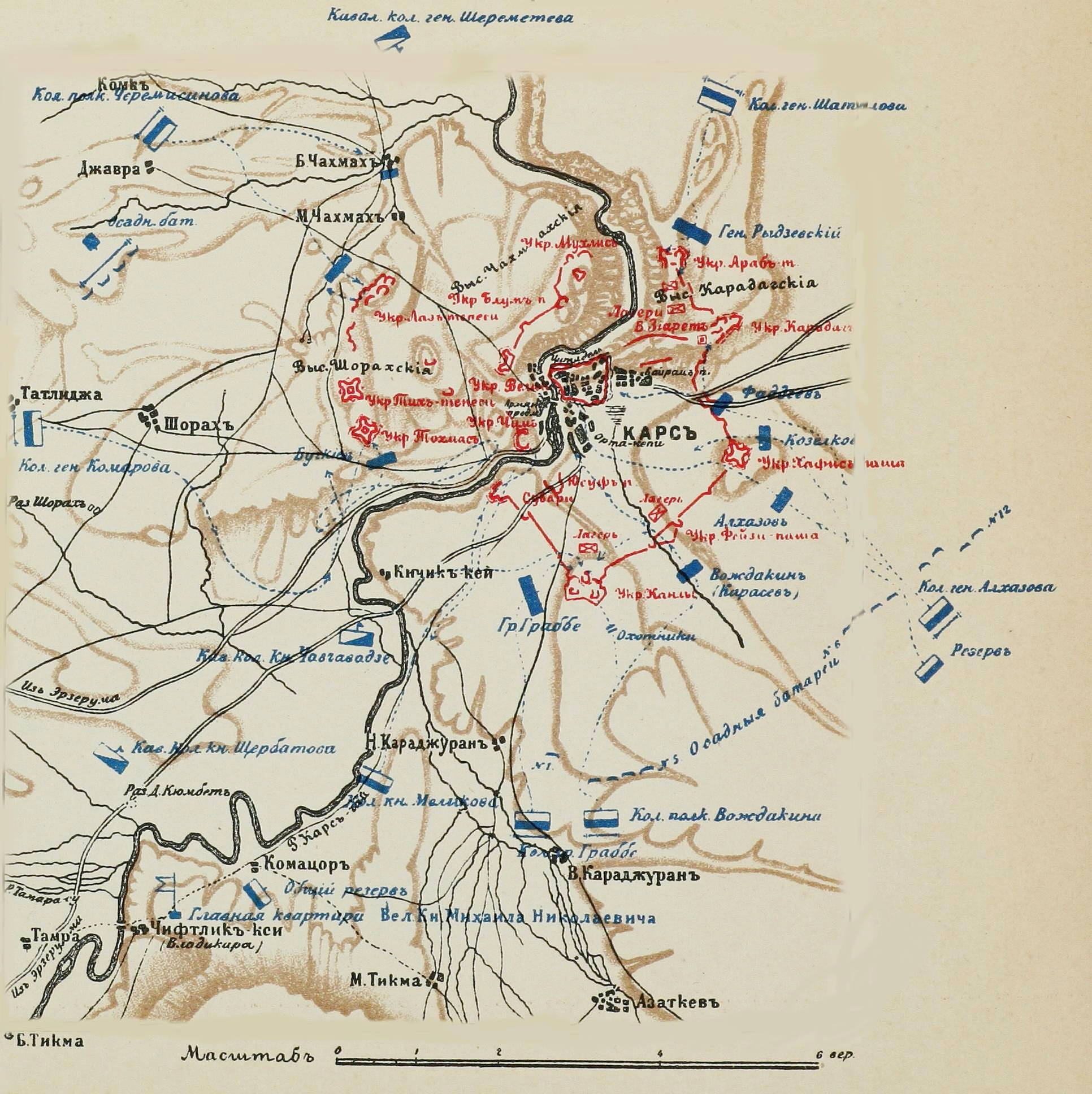
Карта осады Карса в 1877г